# オイルフィルター

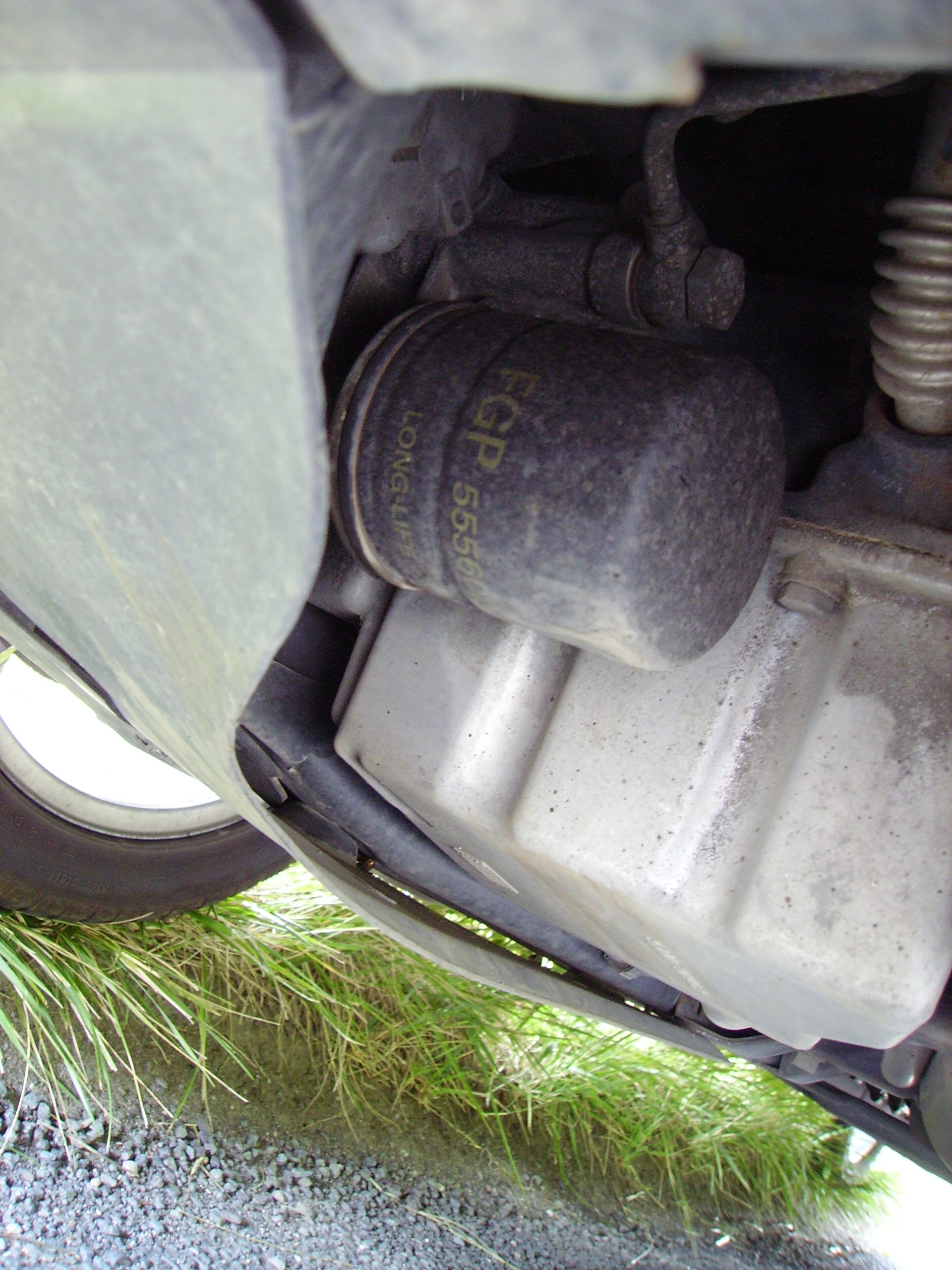
サーブ・9-5のスピンオン式オイルフィルター

オイルフィルターとは、エンジンオイル、ATF、潤滑油、または油圧作動液からスラッジや摩耗粉、ゴミなどを取り除くフィルターである。自動車用品店やカーディーラーではオイルエレメント、オイルフィルターエレメントと呼ばれる事もある。
オイルフィルターは油圧によって駆動される油圧機械でも用いられる。しかし最も利用機会が多いのは自動車やオートバイを始めとする内燃機関を有する車両や、軽飛行機、船舶などである。オートマチックトランスミッションを始めとするそれらの乗り物の油圧系統やパワーステアリングなどにもオイルフィルターは備え付けられていることがある。ジェット機に使用されるガスタービンエンジンにもオイルフィルターが必要であり、産業機械など油で潤滑を行うあらゆる機械に何らかの形でオイルフィルターは搭載されている。

## バイパスフィルターとフルフローフィルター
戦前の黎明期の自動車エンジンはオイルフィルターが搭載されていなかった。エンジンオイルの品質も低かったために、非常に頻繁なオイル交換が（酷い場合には自動車を動かす度に）必要であった。最初に登場したオイルフィルターは非常に簡単なもので、オイルポンプの吸入口に金属製のスクリーンが置かれているだけであった。
1923年、アメリカ人発明家のErnest SweetlandとGeorge H. Greenhalghは初めて実用的な自動車用オイルフィルターを開発し、“pure oil later”の混成語である「Purolator」と名付けられた。「Purolator」は、今日ではバイパスフィルターと呼ばれるタイプのオイルフィルターである。バイパスフィルターとはオイルポンプからエンジン内部へオイルが送られる経路を２つに分け、片方をメイン経路とし、もう片方にオイルフィルターを接続しオイルを濾過する経路とした。全てのオイルが濾過されるには長時間かかることになるが、オイルフィルターが全くないよりは遙かに信頼性のあるシステムであった。現在でもバイパスフィルターは後述のフルフローフィルターとの併用式という形でディーゼルエンジンの大型車両に採用され、純正オイルフィルターを二種類搭載する車両も多い。バイパスフィルターはフルフローフィルターのように全ての油圧が集中してフィルターに掛かることがないため、流量制限や濾紙密度の制約などが無く、時間を掛けて濾過する非常に濾過性能の高いフィルターを作ることが可能である。そのため、バイパス・フルフロー併用式の車両の場合は、形状がほぼ同じバイパスフィルターとフルフローフィルターを間違えて取り付けないように注意が必要である。
バイパスフィルターの登場から20年後に、最初のフルフローフィルターが登場した。オイルポンプからエンジン各部にオイルが送られる前に全てのオイルが濾過される構造のフィルターで、現在のオイルフィルターはほぼ全てこの形式である。
しかし、この形式のオイルフィルターは取り付けられるエンジンの規定油圧やオイル総量などに応じて、オイルフィルター自体の大きさや濾過可能な最小粒径などがある程度制限される。そのため、エンジンによってはスピンオン式オイルフィルターにフルフローフィルターとバイパスフィルターの両方を内蔵し、フルフロー側はある程度濾過粒径に余裕を持たせた設計とし、バイパス側はより細かな粒子を濾過出来る設計としているものもある。このようなデュアルフィルター構成のオイルフィルターは主に大型のディーゼル機関などに見られ、油圧経路の簡素化とフィルター個数半減によるコスト低減のために用いられている。

## フルフローフィルターのバルブ
フルフローフィルターを採用する潤滑システムは、多くの場合オイルフィルター本体が目詰まりして規定の油圧が確保出来なくなった場合に備えて、オイルがオイルフィルターを迂回するためのリリーフバルブをオイルフィルター内部若しくは油圧経路のいずれかに備え付けている。リリーフバルブは気温が極端に低く、オイルの粘度が非常に堅くなってしまっている際にも、オイルフィルターの破裂を防ぐために作動する場合がある。
また、エンジン停止後にオイルフィルターからオイルパンにオイルが流れ落ちてしまい、再始動時にオイルフィルターにオイルが再度溜まるまでの間にエンジン内部の油圧が低下する事態（ドライスタート）が発生するため、オイルフィルター内部若しくはオイルパンのストレーナーにアンチドレーンバルブと呼ばれる逆流防止弁を設けるのが普通である。

## オイルフィルターの種類

### スクリーン式
スクリーン式オイルフィルターとは、オイルパン内のオイルストレーナー入り口に非常に目の細かい金属製のメッシュを取り付けて濾過を行うものである。今日のエンジンではたとえ濾紙を用いたオイルフィルターが存在しても、ストレーナーには必ずこのようなスクリーンが取り付けられている。
しかし、原動機付自転車には、現在でもこの形式のオイルフィルターのみで済ませられている車種も散見される。

### 内蔵式
内蔵式オイルフィルターとは、多数の襞が付けられた円筒形の濾紙で作られたオイルフィルターをエンジン内部やオイルパン内部のオイルストレーナー付近に直接内蔵する形式である。今日では主に比較的旧式の設計のオートバイなどで用いられる（代表例はカワサキ・ゼファーなど）。エンジンの稼働に従い濾紙は次第に目詰まりしてくるため、定期的な交換が必要となる。
なお、スピンオン式の社外オイルフィルターの一部には、内蔵式オイルフィルターと同じ構造のリプレイスメントフィルターを分解交換出来るようになっているものも存在する。
近年の自動車用オートマチックトランスミッションや無段変速機には、ストレーナーの部分に交換式ATFフィルターが内蔵されることが殆どであり、このフィルターも定期交換が推奨されている。

### カートリッジ式とスピンオン式

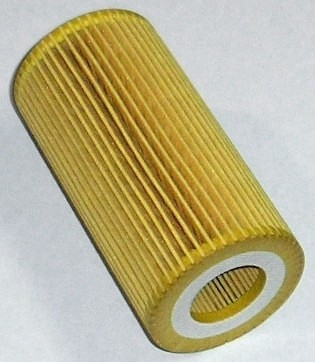
ボルボ・S40のカートリッジ式オイルフィルター向けのリプレイスメントフィルター

内蔵式の後に登場した形式で、はじめにカートリッジ式オイルフィルターが登場した。カートリッジ式とは内蔵式オイルフィルターと同様の構造のフィルターを内部に納めた着脱可能なカートリッジをエンジン外部に取り付けるもので、カートリッジは何度も再利用を行いつつ、中のフィルターのみを定期交換する形式であった。車両によってはエンジンから離れた位置までオイルが循環するパイプが引き出され、外部から容易にアクセス可能な箇所に設けられた取り付け用台座にカートリッジを取り付けるものもあった。内蔵式に比べてオイルパンなどを開ける必要がないために整備性の向上に繋がった。
そして、1950年代の半ばにスピンオン式オイルフィルターが登場した。スピンオン式オイルフィルターは底部に雌ねじが切られた薄いプレススチールかアルミニウム製のケーシングの中に、濾紙製オイルフィルターと各種バルブ類を全て内蔵しているタイプのオイルフィルターで、エンジン側のオイル経路上に設けられたパイプ状の雄ねじに直接回転させて取り付けられ、オイルフィルターを交換する度に濾材はケーシングごと廃棄されることになる。スピンオン式オイルフィルターの登場はオイルフィルター交換作業を飛躍的に効率化させただけでなく、車両側の油圧経路の構造を簡便化する事にも貢献し、世界中の自動車・オートバイメーカーがこぞって採用したために瞬く間にオイルフィルターの主流となった。社外品を供給する部品メーカーによっては、旧来のカートリッジ式オイルフィルターシステムにスピンオン式フィルターが使用出来るレトロフィットキットを供給する事例もあった。
しかし、スピンオン式オイルフィルターには全ての部品が分解不可能なケーシングに納められている関係上、リサイクルが困難で内蔵式やカートリッジ式に比べて廃棄物が増大するデメリットも存在した。アンチドレーンバルブが内蔵されているために、取り外したフィルター内部に大量の廃油が残ることも廃棄やオイル交換作業の上での問題となった。
そのため、1990年代ごろからヨーロッパ車や日本車では廃棄物の軽減の為にスピンオン式オイルフィルターの基本構造を踏襲しながらも、フィルター本体を分解可能として内部の濾材のみを交換可能とした新型カートリッジ式オイルフィルターを採用し始めている。
今日、自動車メーカーが純正採用する新型カートリッジ式オイルフィルターは旧来のスピンオン式オイルフィルターとは互換性がないが、アメリカの部品メーカーの中にはスピンオン式オイルフィルターと完全な互換性を持つ分解可能なスピンオン式オイルフィルターを販売する事例も増えてきている。
なお、スピンオン式オイルフィルターはそのエンジンの仕様によりケーシングの大きさやネジのピッチなどが異なるため、交換の際のコストは車種によってまちまちである。また、同じ形状・寸法のスピンオン式フィルターでも、フルフロー式・バイパス式・燃料フィルターなど複数種類が販売されている場合があり、それぞれの内部構造には全く互換性がないため、間違えて取り付けないように十分な注意が必要である。

#### 移動式フィルターベース
通常、スピンオン式オイルフィルターはエンジンブロックに直接取り付けられる構造が採られている場合が多いが、整備性向上の目的で、あるいは大型の水冷式オイルクーラー等の装着により本来の装着位置ではオイルフィルターの装着が物理的に難しくなった場合などに、本来の装着位置からオイルフィルターを移動するための移動式フィルターベースが用いられる場合がある。

### 磁力式
磁力式オイルフィルターは金属粒子を捕獲する為に永久磁石か電磁石を用いるフィルターである。主に後付けのバイパスフィルターシステムや、エンジン外部に配管を引きだしてスピンオン式やカートリッジ式オイルフィルターを設置する車種において、濾紙フィルターまでの配管経路の途中に設置されることが多い。
磁力式オイルフィルターの利点は、機械の潤滑に有害な金属粒子を確実に捕獲出来る上に、メンテナンスが単に磁石の表面から金属粒子を取り除くだけでよいという点である。
社外品のスピンオン式オイルフィルターの中には永久磁石を内蔵して磁力式オイルフィルターの機能を持つものも存在する。また、オイルパン内部に単に強力な磁石を置くだけの処置を施したり、オイルパンのドレンボルトの先端に磁石を設けたマグネットドレンボルトも、広義の意味での磁力式オイルフィルターといえる。
特にオートマチックトランスミッションは内部の摩耗による金属粒子の発生が多いため、濾紙を用いた内蔵式オイルフィルターの寿命を向上させる意味でも何らかの形で磁力式オイルフィルターを設置する事は効果的とされている。

### 沈澱式
オイル経路の一部に沈澱槽となる部分を設けて、オイルより重いスラッジを沈下させるものである。現在の大部分の内燃機関で用いられるウエットサンプ式潤滑機構のオイルパンは、広義の意味での沈澱式に相当すると言える。
なお、沈澱式は沈殿槽の深さが不均一で、尚かつオイル吸入ストレーナーが槽の底部に接触していないことが効率的な沈澱のために必要である。最も深さが深い箇所や、ストレーナー直下に強力な永久磁石を置くことも効果的である。

### 遠心分離式
遠心分離式オイルフィルターとはオイルからスラッジなどを分離する為に重力ではなく遠心力を用いる回転式の沈澱装置である。原理としては遠心分離機と同じであり、オイルポンプで加圧されたオイルは、ベアリングとオイルシールが設けられた回転するドラムローターに送り込まれる。そしてドラムローター内部でオイルは強烈な遠心力を加えられ、重いスラッジや金属粉がドラムローターの外周に分離される。そして不純物よりも軽いオイルのみが回収されてエンジンや機器の各部に送られる。
このタイプのフィルターも原則として定期的にドラムローター内部の清掃が必要となる。ドラムローターを清掃しない場合、次第に不純物がローター外周に層状に堆積していき、最終的には外周を全て埋め尽くしてしまうことで遠心分離機能が失われてしまう。
なお、内燃機関に置ける遠心分離式の採用例で最も有名なのは、遠心式クラッチの内周部分に遠心分離式オイルフィルターを備えたホンダ・スーパーカブおよびその派生車種であろう。ただし、派生車種を含めスーパーカブでも前述のスクリーン式フィルターは併用されている。また2018年モデル以降の日本国内向けスーパーカブはカートリッジ式フィルターも追加された。

### インライン式
元々オイルフィルターを一切備えていない車両や機器に後付けでオイルフィルターを付加するために用いられる。主に小排気量のオートバイや、旧式のオートマチックトランスミッションに用いられ、空冷式オイルクーラーなどのオイルパイプの中間に設置する。インライン式オイルフィルターは軽金属製のケーシングを持ち、内部の濾材を交換出来る構造になっているものも多い。

## 濾過材の種類

### 濾紙
蛇腹状に折りたたまれた濾紙を用いるタイプの物。メーカーによって折りたたみの手法は様々であり、この折りたたみ方によってオイルフィルター自体の耐圧性も大きく左右される。近年ではあまり見られなくなっているが、かつては自動車用品店以外の場所で販売されているような安価な製品には、濾紙の厚さが目視でもはっきり分かる程薄く、蛇腹の折り方も稚拙な粗悪なオイルフィルターが散見された。
スピンオン式の場合はケーシングを破壊しなければ濾紙を観察することが難しいが、内蔵式やカートリッジ式の場合は濾紙を直接目視して交換時期を判断可能である。一般に真っ黒に濾紙が汚れ、蛇腹の折りたたみが崩れているような場合には交換が必要である。

### 合成繊維
スポンジ状に固められた合成繊維を濾材として用いる物。自動車メーカーが純正部品として指定しているスピンオン式オイルフィルターに用いられることが多く、濾紙の物と比べて圧力損失が低く耐圧性が高いことが利点である。
ただし濾材の構造的性質上、スピンオン式以外での採用例が少ないことが難点でもある。

### 金属メッシュ
社外品のオイルフィルターに近年用いられている物で、レーザー加工された医療用のステンレスメッシュを用いて、30μm以下の粒子を捕獲可能になっていることを謳っている。
このタイプの最大の利点はメッシュを灯油で洗浄することで、メッシュが破損しない限りは何度でも再利用が可能であるという点である。耐圧性も非常に高いため、モータースポーツなどで用いられることも多い。
また、社外品の中でレーシング用と銘打っているものの中には濾紙を金属メッシュで支えているタイプもあるが、変形を抑制するという名目でメッシュが使われているため、基本的には使い捨てとなる。